# Хенаді (нохія)
Хенаді (араб. ناحية كسب‎‎) — нохія у Сирії, що входить до складу району Латакія провінції Латакія. Адміністративний центр — м. Хенаді.
| Сирія | Це незавершена стаття з географії Сирії. Ви можете допомогти проєкту, виправивши або дописавши її. |